# Alexander Schmuller

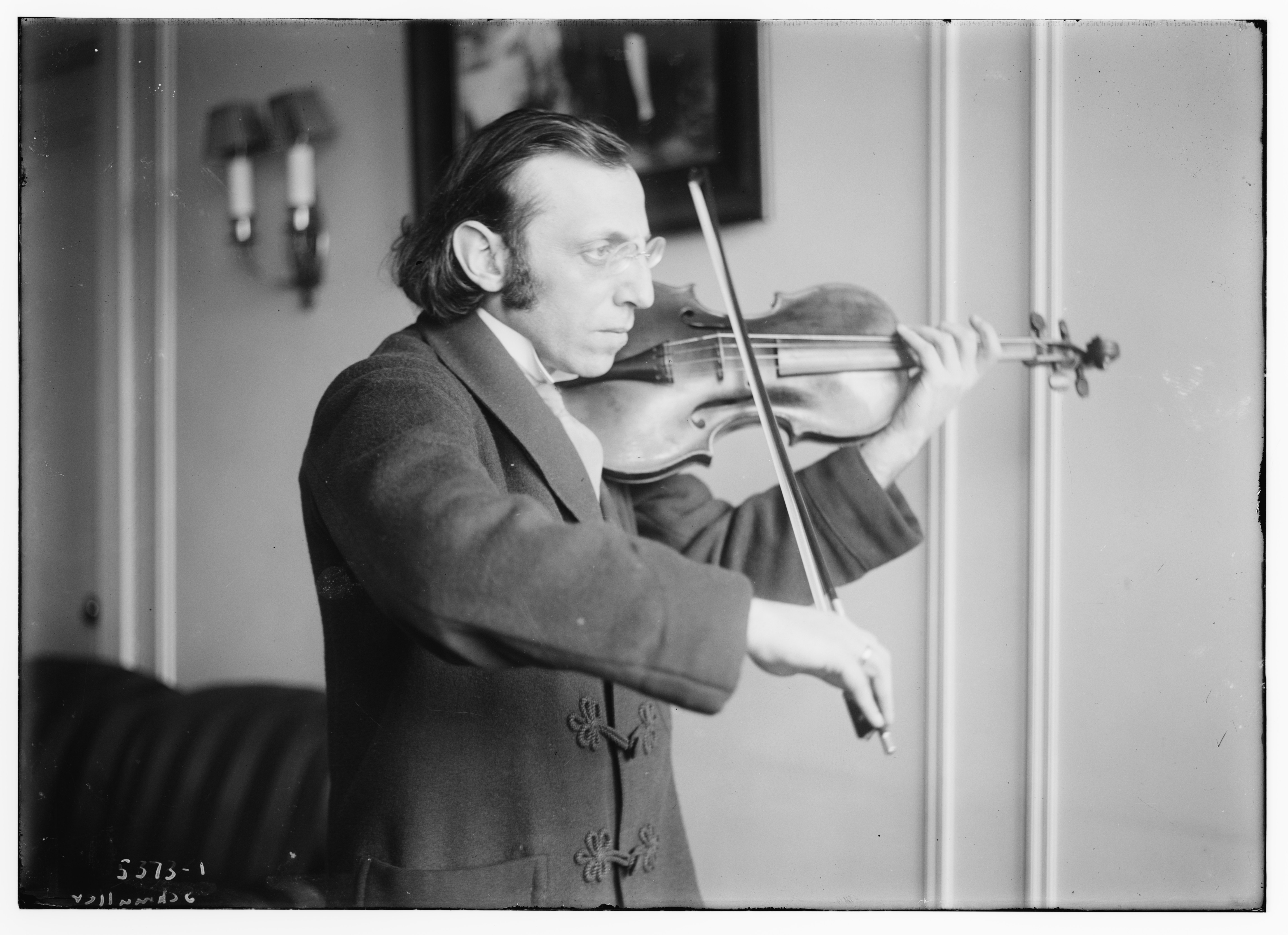
Alexander Schmuller (ongedateerd)

Alexander Schmuller (Mazyr, 5 december 1880- Amsterdam, 29 maart 1933) was een Nederlands violist van Russische komaf.

## Loopbaan
Hij kreeg zijn opleiding niet van de minsten: Otakar Ševčík, Jan Hrimaly en Max Auer te Sint-Petersburg. Al tijdens zijn opleidingen stond hij al als solist op de podia van diverse steden in Rusland. Vanaf 1908 was hij in Berlijn te vinden; hij was er leraar aan het Stern'sches Konservatorium. Zijn naam dook al vanaf 1911 op in de Nederlandse pers; hij was toen een van de bespelers van een viool gebouwd door Haagse Gerrit Jan van Leeuwen, terwijl die van beroep arts was.
Vanaf 1914 was hij gevestigd in Amsterdam, alwaar hij op verzoek van Julius Röntgen langdurig les gaf aan het plaatselijk conservatorium in viool en ensemblespel. De politieke strubbelingen en het uitbreken van de Eerste Wereldoorlog was een andere belangrijke reden om als Rus Duitsland te verlaten. Leerlingen van hem zijn onder andere Max Tak en Louise Wijngaarden. Hij trok als solist de aandacht vanwege de introductie van nieuwe vioolconcerten, zoals die van Max Reger, Darius Milhaud, Paul Hindemith, maar ook Rudolf Mengelberg en vergeten werken van Joodse componisten. Hij was niet alleen solist binnen heer Europa, maar was ook als dirigent verbonden aan het Rotterdamsch Philharmonisch Genootschap, voorloper van het Rotterdams Philharmonisch Orkest. Hij verliet het orkest na twee seizoenen omdat hij prioriteit wilde geven jeugdconcerten. Hij was in Rotterdam ook enige tijd docent aan het Rotterdams Conservatorium (zijn opvolger werd Oskar Back). Hij zou ook diverse optredens hebben verzorgd met Max Reger zelf, onder andere in het Max Reger Kwartet met pianist Reger, zangeres Gertrud Fischer-Mareztski en violist Leonid Kreutzer. 

## Einde
Tussen 1914 en 1933 gaf hij 83 concerten met het Koninklijk Concertgebouworkest (hij was er geen orkestlid van), waarbij het afwisselende repertoire opvalt. Willem Mengelberg nam Schmuller nog in 1921 voor zijn Amerikaanse tournee. Hij trad dus tot vlak voor zijn dood op, het optreden met het Koninklijk Concertgebouworkest op 19 januari 1933 brak hem op; hij werd na de uitvoering van een vioolwerk van Karl Ditters von Dittersdorf (vergeten vroeg werk) in de pauze onwel en er werd een arts bijgeroepen. Hij leek te herstellen en voerde vervolgens werk van Milhaud (relatief nieuw werk) uit. Een nieuw consult constateerde een aandoening aan de hartspier en hij moest zich terugtrekken, herstelde enigszins, maar op 3 maart meldde de pers, dat zijn situatie zorgelijk was.  Zijn ziekte was landelijk nieuws, net als zijn overlijden twee weken later, vermoedelijk in zijn woning aan de Minervalaan 48. Hij publiceerde de bundel Over muziek en musici, een bundeling van opstellen over muziek.

## Familie
Hij was zoon van Leonard Schmuller en Marie Nemze. Hijzelf trouwde met Rosalie Liwschitz; het echtpaar had één dochter. Het vreemdelingenregister van Amsterdam meldt dat hij zich in 1931 had later naturaliseren. Hij werd begraven op de Hoogduits Joodse Begraafplaats aan de Googweg te Muiderberg. Na zijn dood verdween zijn naam in de vergetelheid, maar hij werd toch iedere keer genoemd wanneer het Rotterdams Philharmonsich Orkest jubileerde. Zijn vrouw werd in 1965 in zijn graf bijgezet. Dochter Nina Schmuller (1914-1998) was volgens haar persoonskaart gemeente Amsterdam geschiedenislerares, die tevens werkte voor de Nederlandse Zionistenbond (Den Haag), het Algemeen Nederlands Persbureau (ANP) en Centrum Informatie en Documentatie Israël en werd er ook begraven. Volgens diezelfde kaart heeft ze samen met haar moeder enige tijd vastgezeten in Landgoed Schaffelaar en Kamp Westerbork; vanaf 4 september 1944 wordt vermeld “Buitenland”, alvorens in 1945 terug te keren naar Amsterdam.  Het echtpaar Schmuller wordt genoemd in de roman De man van Tsinegolde van Alexandra Terlouw-van Hulst (rol, hij was vioolleraar van Tsinegolde). 